# 旭川弁護士会
旭川弁護士会（あさひかわべんごしかい）は、日本の52ある弁護士会（単位弁護士会）の1つで、旭川地方裁判所の管轄区域に対応して置かれている。略称は「旭弁」（きょくべん）。北海道弁護士会連合会所属。

## 概要
同会に所属する弁護士は、各種委員会に参加し会務の一環として対象分野に関する活動を行っている。
管内の支部における弁護士過疎解消を目的として紋別市、留萌市、名寄市にそれぞれ紋別ひまわり基金法律事務所、留萌ひまわり基金法律事務所、名寄ひまわり基金法律事務所の3つのひまわり公設事務所を設置している。

## 所在地
- 〒070-0901 北海道旭川市花咲4 旭川弁護士会館